# Џорџ Орвел
Ерик Артур Блер (енгл. Eric Arthur Blair; Мотихари, 25. јун 1903 — Лондон, 21. јануар 1950), познатији као Џорџ Орвел (енгл. George Orwell) био је енглески романописац, есејиста, новинар и критичар. Његово дело карактерише луцидна проза, друштвена критика, опозиција тоталитаризму и подршка демократском социјализму.
Орвел је производио књижевну критику, поезију, белетристику и полемичко новинарство. Познат је по алегоријској новели Животињска фарма (1945) и дистопијском роману Хиљаду деветсто осамдесет четврта (1949). Његова публицистична дела, укључујући Пут до пристаништа Виган (1937), документују његово искуство живота радничке класе на индустријском северу Енглеске, и Омаж Каталонији (1938), приказ његовог искуства као војника за републиканску фракцију у Шпанском грађанском рату (1936–1939), критички се поштује као и његови есеји о политици, књижевности, језику и култури.
Блер је рођен у Индији, а одрастао и школован у Енглеској. После школе постао је царски полицајац у Бурми, пре него што се вратио у Сафок у Енглеској, где је започео своју списатељску каријеру као Џорџ Орвел - име инспирисано омиљеном локацијом, реком Орвел. Живео је од повремених новинарских дела, а такође је радио као учитељ и продавац књига док је живео у Лондону. Од касних 1920-их до раних 1930-их, његов успех као писца је растао и његове прве књиге су објављене. Био је рањен борећи се у Шпанском грађанском рату, што је довело до његовог првог периода лошег здравља по повратку у Енглеску. Током Другог светског рата радио је као новинар и за ББЦ. Објављивање Животињске фарме довело је до славе током његовог живота. Током последњих година свог живота радио је на 1984, и кретао се између Јуре у Шкотској и Лондона. Објављена је у јуну 1949, мање од годину дана пре његове смрти.
Орвелово дело остаје утицајно у популарној и политичкој култури, а придев „орвеловски“ — који описује тоталитарне и ауторитарне друштвене праксе — део је енглеског језика, као и многи његови неологизми, као што су „Велики брат“, „Полиција мисли“, „Соба 101“, „Нови говор“, „рупа у памћењу“, „дворазмишљање“ и „мисаони злочин“. Тајмс је 2008. године Џорџа Орвела сврстао на друго место међу „50 највећих британских писаца од 1945. године“.

## Биографија

### Младост
Ерик Артур Блер је рођен 25. јуна 1903. у Мотихарију, Бенгал, Британска Индија, у породици, како је описао, „ниже више средње класе“. Његов прадеда, Чарлс Блер, био је богат сељак и одсутни власник јамајчанских плантажа из Дорсета који је оженио леди Мери Фејн, ћерку 8. грофа Вестморленда. Његов деда, Томас Ричард Артур Блер, био је англикански свештеник, а Орвелов отац је био Ричард Волмсли Блер, који је радио као заменик агента за опијум у Одељењу за опијум индијске државне службе, надгледајући производњу и складиштење опијума за продају Кини. Његова мајка, Ида Мабел Блер (рођена Лимузин), одрасла је у Моулмејну, у Бурми, где је њен отац Француз био умешан у спекулативне подухвате. Ерик је имао две сестре: Марџори, пет година старију; и Аврил, пет година млађу. Када је Ерик имао годину дана, његова мајка је њега и Марџори одвела у Енглеску. Године 2014. почели су радови на рестаурацији Орвеловог родног места и куће предака у Мотихарију.
Године 1904. Ида Блер се настанила са својом децом у Хенли на Темзи у Оксфордширу. Ерик је одрастао у друштву мајке и сестара и, осим кратке посете средином 1907. године, није видео свог оца тек 1912. године. Са пет година, Ерик је послат као дечак у самостанску школу у Хенли на Темзи, коју је Марџори такође похађала. Био је то римокатолички самостан који су водиле француске часне сестре уршулинке. Његова мајка је желела да има образовање у јавној школи, али његова породица није могла да приушти трошкове. Преко друштвених веза брата Иде Блер Чарлса Лимузина, Блер је стекао стипендију за школу Светог Кипријана у Истборну, Источни Сасекс. Дошавши у септембру 1911. године, боравио је у школи наредних пет година, враћајући се кући само за школски распуст. Иако није знао ништа о смањеним хонорарима, „убрзо је препознао да је из сиромашнијег дома“. Блер је мрзео школу и много година касније написао је есеј „Такве, такве су биле радости“, објављен постхумно, на основу свог времена тамо. У Светом Кипријану, Блер је први пут упознао Сирила Конолија, који је постао писац и који је, као уредник Хоризонта, објавио неколико Орвелових есеја.
Пре Првог светског рата, породица се преселила 3 километра јужно у Шиплаке, Оксфордшир, где се Ерик спријатељио са породицом Будик, посебно њиховом ћерком Џасинтом. Када су се први пут срели, стајао је на глави у пољу. Упитан зашто, рекао је: „Више сте примећени ако стојите на глави него ако сте у праву.“ Џасинта и Ерик су читали и писали поезију, и сањали да постану познати писци. Рекао је да би могао написати књигу у стилу модерне утопије Х. Г. Велса. Током овог периода, такође је уживао у пуцању, пецању и посматрању птица са Џасинтиним братом и сестром.
Док је био у Светом Кипријану, Блер је написао две песме које су објављене у Хенли и Саут Оксфордшир Стандарду. Заузео је друго место после Конолија у награди за историју Хароу, његов рад је похвалио спољни испитивач школе и зарадио је стипендије за Велингтон и Итон. Али укључивање у списак стипендија Итона није гарантовало место, а ниједно није било одмах доступно за Блера. Одлучио је да остане у Светом Кипријану до децембра 1916, у случају да место у Итону постане доступно.
У јануару, Блер је преузео место у Велингтону, где је провео пролећни мандат. У мају 1917. постало је доступно место у Итону. У то време породица је живела у Мал Чејмберс, Нотинг Хил Гејт. Блер је остао у Итону до децембра 1921, када је отишао на пола пута између свог 18. и 19. рођендана. Велингтон је био "зверски", рекао је Блер Џасинти, али је рекао да је "заинтересован и срећан" у Итону. Његов главни ментор био је А. С. Ф. Гов, члан Тринити колеџа у Кембриџу, који му је такође давао савете касније у каријери. Блера је накратко учио француски код Олдоса Хакслија. Стивен Рансимен, који је био у Итону са Блером, приметио је да су он и његови савременици ценили Хакслијев лингвистички њух. Сирил Коноли је пратио Блера до Итона, али пошто су били у различитим годинама, нису се међусобно дружили.
Блерови извештаји о академском учинку сугеришу да је занемарио студије, али је током свог боравка у Итону радио са Роџером Мајнорсом на продукцији колеџског часописа Елекшн Тајмс, придружио се производњи других публикација—Дани колеџа и Бабл и сквик — и учествовао у игри Итон Вол. Његови родитељи нису могли да приуште да га пошаљу на факултет без још једне стипендије, а из његових лоших резултата закључили су да је неће моћи да добије. Рансимен је приметио да је имао романтичну идеју о Истоку, и породица је одлучила да се Блер придружи царској полицији, претечи индијске полицијске службе. За то је морао да положи пријемни испит. У децембру 1921. напустио је Итон и отпутовао да се придружи свом пензионисаном оцу, мајци и млађој сестри Аврил, која се тог месеца преселила у 40 Страдбрук Роад, Саутволд, Суфок, прву од њихове четири куће у граду. Блер је био уписан у тамошњи крамер који се зове Крејгурст, и завршио је своје класике, енглески и историју. Положио је пријемни испит, заузевши седмо место од 26 кандидата који су премашили пролазну оцену.

### Полицајац у Бурми
Блерова бака по мајци живела је у Мулмејну, па је он изабрао место у Бурми, тада још провинцији Британске Индије. У октобру 1922. пловио је на броду СС Херефордшир преко Суецког канала и Цејлона да би се придружио индијској царској полицији у Бурми. Месец дана касније, стигао је у Рангун и отпутовао у полицијску школу у Мандалају. Именован је за помоћника окружног надзорника (на условној) 29. новембра 1922, са дејством од 27. новембра и са платом од 525 фунти стерлинга месечно. Након кратког стажа у Маимио, главној брдској станици Бурме, почетком 1924. године постављен је на граничну испоставу Миаунгмиа у делти Иравадија.
Посао царског полицајца дао му је значајну одговорност док је већина његових савременика још била на универзитету у Енглеској. Када је послат даље на исток у Делти у Тванте као официр под-дивизије, био је одговоран за безбедност неких 200.000 људи. Крајем 1924. године постављен је у Сирим, ближе Рангуну. Сиријам је била рафинерија компаније Бурма, „околина је била пуста пустош, а сва вегетација је била уништена испарењима сумпор-диоксида који су даноноћно изливали из складишта рафинерије“. Али град је био близу Рангуна, космополитске морске луке, и Блер је одлазио у град што је чешће могао, „да би прегледао књижару; да би јео добро кувану храну; да би побегао од досадне рутине полицијског живота“. Септембра 1925. отишао је у Инсеин, дом затвора Инсеин, другог по величини затвора у Бурми. У Инсеину је имао „дуге разговоре о свим могућим темама“ са Елисом Маријом Ленгфорд-Ре. Она је приметила његов „осећај потпуне правичности у најситнијим детаљима“. У то време, Блер је завршио обуку и примао је месечну плату од Рс. 740, укључујући додатке.
У Бурми је Блер стекао репутацију аутсајдера. Већину свог времена проводио је сам, читајући или се бавећи активностима које нису пука, као што је посећивање цркава етничке групе Карен. Колега, Роџер Бидон, присетио се (у снимку из 1969. за Би-Би-Си) да је Блер брзо научио језик и да је пре него што је напустио Бурму „био у стању да течно разговара са бурманским свештеницима на 'врло високом бурманском'”. Блер је направио промене у свом изгледу у Бурми које су остале до краја живота, укључујући и бркове. Ема Ларкин пише у уводу Бурманских дана: „Док је био у Бурми, стекао је бркове сличне онима које су носили официри британских пукова који су тамо били стационирани. [Он] је такође стекао неке тетоваже; на сваком зглобу је имао мали неуредни плави круг. Многи Бурманци који живе у руралним подручјима и даље имају овакве тетоваже — верује се да штите од метака и уједа змија.“
У априлу 1926. преселио се у Мулмејн, где му је живела бака по мајци. Крајем те године распоређен је у Кату у Горњој Бурми, где је 1927. оболео од денга грознице. Пошто је те године имао право на одсуство у Енглеској, дозвољено му је да се врати у јулу због болести. Док је био на одсуству у Енглеској и на одмору са породицом у Корнволу у септембру 1927, поново је проценио свој живот. Одлучујући да се не враћа у Бурму, дао је оставку из индијске царске полиције да би постао писац, почевши од 12. марта 1928. након пет и по година службе. Своја искуства у полицији Бурме користио је за роман Бурмански дани (1934) и есеје „Вешање“ (1931) и „Пуцање у слона“ (1936).

### Лондон и Париз
У Енглеској се поново настанио у породичној кући у Саутволду, обновио познанство са локалним пријатељима и присуствовао староетонској вечери. Посетио је свог старог учитеља Гоуа на Кембриџу за савет како да постане писац. Године 1927. преселио се у Лондон. Рут Питер, породична познаница, помогла му је да пронађе смештај, и до краја 1927. преселио се у собе у Портобело Роуду; постављена је плава плоча у знак сећања на његову резиденцију. Питерово учешће у том потезу „дало би му уверљив углед у очима госпође Блер“. Питер је имао симпатичан интерес за Блерово писање, указивао је на слабости у његовој поезији и саветовао га да пише о ономе што зна. У ствари, одлучио је да пише о „одређеним аспектима садашњости које је желео да упозна” и упустио се у Ист Енд Лондона – први од повремених излета које би направио да за себе открије свет сиромаштва и пропасти. Пронашао је тему. Ови излети, истраживања, експедиције, обиласци или потапања вршени су с прекидима у периоду од пет година.
Имитирајући Џека Лондона, чијем се писању дивио (нарочито Људи из амбиса), Блер је почео да истражује сиромашније делове Лондона. На свом првом изласку кренуо је у Лајмхаус Козвеј, проводећи своју прву ноћ у заједничком смештају, вероватно у „кипу” Џорџа Левија. Неко време је „отишао“ у своју земљу, облачио се као скитница, усвајајући име П.С. Бартон и не чинећи уступке обичајима и очекивањима средње класе; забележио је своја искуства о ниском животу за употребу у „Спајку“, свом првом објављеном есеју на енглеском, и у другој половини своје прве књиге „Нико и ништа у Паризу и Лондону“ (1933).
Почетком 1928. преселио се у Париз. Живео је у улици Ду Пот де Фер, радничкој четврти у 5. арондисману. Његова тетка Нели Лимузен такође је живела у Паризу и давала му је социјалну, а по потреби и финансијску подршку. Почео је да пише романе, укључујући рану верзију Бурманских дана, али ништа друго није преживело из тог периода. Био је успешнији као новинар и објављивао је чланке у Монду, политичком/књижевном часопису који је уређивао Анри Барбус (његов први чланак као професионални писац, „La Censure en Angleterre“, појавио се у том часопису 6. октобра 1928.); Г. К. Викли, где је његов први чланак који се појавио у Енглеској, „A Farthing Newspaper“, штампан 29. децембра 1928; и Le Progrès Civique (који је основала левичарска коалиција  Le Cartel des Gauches). Три дела су се појавила узастопним недељама у Le Progrès Civique: о незапослености, једном дану у животу скитнице и лондонским просјацима. „У једном или другом од својих деструктивних облика, сиромаштво је требало да постане његова опсесивна тема — у срцу готово свега што је написао до Каталонији у част.“
Озбиљно се разболео у фебруару 1929. и одведен је у болницу Кочин у 14. арондисману, бесплатну болницу у којој су обучавани студенти медицине. Његова искуства тамо била су основа његовог есеја „Како сиромашни умиру“, објављеног 1946. Одлучио је да не идентификује болницу, и заиста је намерно обмањивао њену локацију. Убрзо након тога, сав новац му је украден из конака. Било због нужде или ради прикупљања материјала, обављао је ситне послове као што је прање судова у модерном хотелу у улици Риволи, које је касније описао у Нико и ништа у Паризу и Лондону. У августу 1929. послао је примерак „Спајка“ часопису Њу Аделфи Џона Мидлтона Марија у Лондону. Часопис су уређивали Макс Пломан и сер Ричард Рис, а Орач је прихватио рад за објављивање.

### Саутволд
У децембру 1929, након скоро две године у Паризу, Блер се вратио у Енглеску и отишао директно у кућу својих родитеља у Саутволду, приморском граду у Сафоку, који је остао његова база наредних пет година. Породица је била добро успостављена у граду, а његова сестра Аврил је тамо водила чајџиницу. Упознао се са многим локалним становништвом, укључујући Бренду Салкелд, ћерку свештеника која је радила као наставница фискултуре у женској школи Светог Феликса у граду. Иако је Салкелд одбила његову понуду за брак, она је дуго година остала његов пријатељ и редован дописник. Такође је обновио пријатељства са старијим пријатељима, као што је Денис Колингс, чија је девојка Еленор Жак такође имала улогу у његовом животу.
Почетком 1930. накратко је боравио у Брамлију, у Лидсу, са својом сестром Марџори и њеним мужем Хамфријем Дакином, који је био незахвалан Блеру као када су се познавали као деца. Блер је писао критике за Аделфи и радио је као приватни учитељ детету са инвалидитетом у Саутволду. Затим је постао тутор тројици младих браће, од којих је један, Ричард Питерс, касније постао истакнути академик. Отишао је да слика и купа се на плажи и тамо је срео Мабел и Франсис Фирц, који су касније утицали на његову каријеру. Током следеће године посетио их је у Лондону, често се састајао са њиховим пријатељем Максом Пловманом. Такође је често боравио у домовима Рут Питер и Ричарда Риса, где је могао да се „пресвуче” за своје спорадичне експедиције. Један од његових послова био је кућни рад на преноћишту за пола круне (два шилинга и шест пенија, или једну осмину фунте) дневно.
Блер је сада редовно давао допринос Аделфију. "Вешање" који се појавио у августу 1931. Од августа до септембра 1931. његова истраживања сиромаштва су се наставила, и, попут протагонисте Свештеникова кћи, следио је традицију Ист Енда у раду. Водио је дневник о својим искуствима. После се сместио у улици Тули, али није издржао дуго, и уз финансијску помоћ родитеља преселио се у улицу Виндзор, где је остао до Божића. „Бирање хмеља“, Ерика Блера, појавио се у издању Њу Стејтсмена из октобра 1931. године, у чијем је редакцијском штабу био његов стари пријатељ Сирил Коноли. Мабел Фирц га је повезала са Ленардом Муром, који је постао његов књижевни агент у априлу 1932. године.
У то време Џонатан Кејп је одбио Скулијонов дневник, прву верзију Доле и ван. По савету Ричарда Риса, понудио га је Фаберу и Фаберу, али га је и њихов уреднички директор Т. С. Елиот одбио. Блер је завршио годину тако што је намерно био ухапшен, како би могао да доживи Божић у затвору, али након што је ухапшен и одведен у полицијску станицу Бетнал Грин у источном делу Лондона, власти нису сматрале његово „пијано и неуредно“ понашање за казну затвора, и после два дана у ћелији вратио се кући у Саутволд.

### Наставничка каријера
У априлу 1932. Блер је постао наставник у школи за дечаке, у Хејсу, у западном Лондону. Ово је била мала школа која је нудила приватно школовање за децу локалних трговаца и продаваца, а имала је само 14 или 16 дечака од десет до шеснаест година и још једног мајстора. Док је био у школи, спријатељио се са настојатељем локалне парохијске цркве и укључио се у тамошње активности. Мејбел Фирц је наставила да ради са Муром, а крајем јуна 1932. Мур је рекао Блеру да је Виктор Голанц спреман да објави Скулинов дневник за 40 фунти аванса, преко своје недавно основане издавачке куће Виктор Голанц, која је била продајно место за радикална и социјалистичка дела.
На крају летњег семестра 1932. Блер се вратио у Саутволд, где су његови родитељи искористили заоставштину да купе сопствену кућу. Блер и његова сестра Аврил провели су празнике чинећи кућу погодном за становање, док је он такође радио на Бурманским данима. Такође је проводио време са Елеонор Жак, али њена везаност за Дениса Колингса остала је препрека његовим надама у озбиљнију везу.
"Клинк", есеј који описује његов неуспели покушај да буде послат у затвор, појавио се у броју Аделфија из августа 1932. године. Вратио се предавачу у Хајесу и припремио се за објављивање своје књиге, сада познате као Нико и ништа у Паризу и Лондону. Желео је да објављује под другим именом како би избегао било какву срамоту за своју породицу током времена које је провео као „скитница“. У писму Муру (од 15. новембра 1932) препустио је избор псеудонима Муру и Голанчу. Четири дана касније, писао је Муру, предлажући псеудониме П. С. Бартон (име које је користио када је трампио), Кенет Мајлс, Џорџ Орвел и Х. Луис Олвејс. Коначно је усвојио псеудоним Џорџ Орвел јер „то је добро округло енглеско име.“ Име Џорџ је инспирисано свецем заштитником Енглеске, а Орвел по реци Орвел у Сафоку која је била једна од Орвелових омиљених локација.
Нико и ништа у Паризу и Лондону објавио је Виктор Голанц у Лондону 9. јануара 1933. и добио је позитивне критике, при чему је Сесил Деј-Луис похвалио Орвелову „јасноћу и добар разум“, а The Times Literary Supplement упоређујући Орвелове ексцентричне ликове са ликовима Дикенса. Овај роман је био скромно успешан и следећи пут су га објавили Harper & Brothers у Њујорку.
Средином 1933. Блер је напустио Хавторнс да би постао наставник на Фрајс колеџу, у Уксбриџу, у западном Лондону. Ово је била много већа установа са 200 ученика и комплетним особљем. Набавио је мотоцикл и кренуо на путовања по околним селима. На једној од ових експедиција он је покисао и ухватила га је грозница која је прерасла у упалу плућа. Пребачен је у болницу у Аксбриџу, где се неко време веровало да му је живот у опасности. Када је отпуштен у јануару 1934, вратио се у Саутволд да се опорави и, уз подршку својих родитеља, више се није вратио настави.
Био је разочаран када је Голанз одбио Бурманске дане, углавном на основу потенцијалних тужби за клевету, али Харпер је био спреман да то објави у Сједињеним Државама. У међувремену, Блер је почео да ради на роману Свештеникова кћи, ослањајући се на свој живот као учитеља и живот у Саутволду. Елеанор Жак је сада била удата и отишла је у Сингапур, а Бренда Салкелд је отишла у Ирску, тако да је Блер био релативно изолован у Саутволду - радио је на парцелама, шетао сам и проводио време са својим оцем. Коначно, у октобру, након што је послао Свештеникову кћи Муру, отишао је у Лондон да прихвати посао који му је нашла његова тетка Нели Лимузин.

### Шпански грађански рат
Орвел је отпутовао у Шпанију око 23. децембра 1936, вечерајући са Хенријем Милером у Паризу на путу. Милер је рекао Орвелу да је одлазак у грађански рат из неког осећаја обавезе или кривице „чиста глупост“ и да су Енглезове идеје „о борби против фашизма, одбрани демократије, итд, итд., све глупе“. Неколико дана касније у Барселони, Орвел је срео Џона Мекнера из канцеларије Независне лабуристичке партије (ИЛП) који га је цитирао: „Дошао сам да се борим против фашизма“, али да га је неко питао за шта се бори, „Требало је да одговорим: ’За уобичајену пристојност’“. Орвел је закорачио у сложену политичку ситуацију у Каталонији. Републиканску владу су подржале бројне фракције са супротстављеним циљевима, укључујући Радничку партију марксистичког уједињења (POUM – Partido Obrero de Unificación Marxista), анархосиндикалистичку Confederación Nacional del Trabajo (ЦНТ) и Јединствену социјалистичку партију Каталоније (крило шпанске комунистичке партије, које је било подржано совјетским оружјем и помоћи). Орвела је испрва разбеснео овај „калеидоскоп“ политичких партија и синдиката, „са њиховим заморним именима“. ИЛП је био повезан са ПОУМ-ом тако да се Орвел придружио ПОУМ-у.
После неког времена у касарни Лењин у Барселони, послат је на релативно миран Арагонски фронт под командом Жоржа Копа. До јануара 1937. био је у Алкубијеру на 460 метара изнад нивоа мора, у дубини зиме. Било је врло мало војних акција и Орвел је био шокиран недостатком муниције, хране и огревног дрвета, као и другим екстремним неимаштинама. Са својим кадетским корпусом и полицијском обуком, Орвел је брзо постао каплар. По доласку британског ИЛП контингента око три недеље касније, Орвел и други енглески милиционер, Вилијамс, послати су са њима у Монте Оскуро. Новопридошли ИЛП контингент укључивао је Боба Смилија, Боба Едвардса, Стафорда Котмана и Џека Брантвајта. Јединица је потом послата у Хуеску.
У међувремену, у Енглеској, Ајлин се бавила питањима везаним за објављивање Пута до пристаништа Виган пре него што је сама кренула у Шпанију, остављајући Нели Лимузин да брине о Продавницама. Ајлин се пријавила за посао у канцеларији Џона Мекнера и уз помоћ Џорџа Копа посетила је свог мужа, доносећи му енглески чај, чоколаду и цигаре. Орвел је морао да проведе неколико дана у болници са отрованом руком, а особље му је украло већину имовине. Вратио се на фронт и видео акцију у ноћном нападу на националистичке ровове где је бајонетом јурио непријатељског војника и бомбардовао непријатељски стрељачки положај.
У априлу се Орвел вратио у Барселону. Желећи да га пошаљу на мадридски фронт, што је значило да се „мора придружити међународној колони“, пришао је пријатељу комунисту повезаном са шпанском медицинском помоћи и објаснио свој случај. „Иако није много мислио на комунисте, Орвел је и даље био спреман да их третира као пријатеље и савезнике. То ће се ускоро променити.“ Ово је било време Првомаја у Барселони и Орвел је био ухваћен у фракцијској борби. Већину времена провео је на крову, са гомилом романа, али је током боравка наишао на Џона Кимчеа из његових дана у Хампстеду. Наредна кампања лажи и извртања коју је спровела комунистичка штампа, у којој је ПОУМ оптужен за сарадњу са фашистима, имала је драматичан ефекат на Орвела. Уместо да се придружи интернационалним бригадама како је намеравао, одлучио је да се врати на Арагонски фронт. Када су борбе у мају завршене, пришао му је пријатељ комуниста и питао га да ли још намерава да пређе у интернационалне бригаде. Орвел је изразио изненађење што га и даље желе, јер је према комунистичкој штампи био фашиста. „Нико ко је тада, или месецима касније био у Барселони, неће заборавити ужасну атмосферу коју су произвели страх, сумња, мржња, цензурисане новине, претрпани затвори, огромни редови за храну и лутајуће банде наоружаних људи.“
По повратку на фронт рањен је снајперским метком у грло. Са 1,88 метара висине, Орвел је био знатно виши од шпанских бораца и био је упозорен да не стоји уз парапет рова. Неспособног да говори, док му је крв текла из уста, Орвела су на носилима однели у Сиетамо, укрцали у кола хитне помоћи и након неравног путовања преко Барбастра стигао је у болницу у Леиди. Опоравио се довољно да устане и 27. маја 1937. послат је у Тарагону, а два дана касније у санаторијум ПОУМ у предграђу Барселоне. Метак је промашио његову главну артерију до крајње ивице и његов глас се једва чуо. Био је то тако чист хитац да је рана одмах прошла кроз процес каутеризације. Био је лечен електротерапијом и проглашен је здравствено неспособним за службу.
До средине јуна, политичка ситуација у Барселони се погоршала и ПОУМ — који су просовјетски комунисти сликали као троцкистичку организацију — био је стављен ван закона и на удару. Комунисти су говорили да су ПОУМ "објективно" фашистичка организација која омета републиканце. „Појавио се посебно гадан постер, који приказује главу са ПОУМ маском која је откинута да би се открило лице прекривено свастиком.“ Чланови, укључујући Копа, су ухапшени, а други су се скривали. Орвел и његова жена били су под претњом и морали су да се притаје, иако су пробили заклон да би покушали да помогну Копу.
Коначно са уредним пасошима, побегли су из Шпаније возом, преусмеравајући се у Бањул-сур-Мер на кратак боравак пре него што су се вратили у Енглеску. Прве недеље јула 1937. Орвел се вратио у Волингтон; 13. јула 1937. Трибуналу за шпијунажу и велеиздају у Валенсији је поднет исказ, оптужујући Орвелове за „бесни троцкизам“ и да су агенти ПОУМ-а. Суђење вођама ПОУМ-а и Орвелу (у његовом одсуству) одржано је у Барселони у октобру и новембру 1938. Посматрајући догађаје из француског Марока, Орвел је написао да су они „само нуспроизвод руских троцкистичких суђења и почетак сваке врсте лажи, укључујући флагрантне апсурде, који је кружио у комунистичкој штампи.“ Орвелова искуства у Шпанском грађанском рату довела су до писања романа У част Каталонији (1938).
У својој књизи Међународне бригаде: фашизам, слобода и шпански грађански рат, Џајлс Тремлет пише да су, према совјетским досијеима, Орвел и његова супруга Ајлин били шпијунирани у Барселони маја 1937. „Папири су документарни доказ да су и Орвел и његова супруга Ајлин били помно праћени“.

### Одмор и опоравак
Орвел се вратио у Енглеску јуна 1937. и остао у кући О'Шонесија у Гриничу. Његов став о Шпанском грађанском рату није био позитиван. Кингсли Мартин је одбио два његова рада, а Голанц је био подједнако опрезан. У исто време, комунистички Дејли Воркер је водио напад на Орвелов роман Пут за Виган, извлачећи из контекста Орвелово писање да „радничка класа смрди“; Орвелово писмо Голанцу у којем се претило тужбом за клевету зауставило је ово. Орвел је такође успео да нађе симпатичнијег издавача за своје ставове у Фредрику Варбургу из Secker & Warburg-а. Орвел се вратио у Волингтон, који је након његовог одсуства затекао у нереду. Набавио је козе, петла кога је назвао Хенри Форд и штене пудлице које је назвао Маркс; и настанио се да се бави сточарством, истовремено пишући Каталонији у част.
Било је размишљања о одласку у Индију да ради на Пиониру, новинама у Лакнауу, али до марта 1938. Орвелово здравље се погоршало. Примљен је у санаторијум Престон Хол у Ејлсфорду, у Кенту, болницу Британске легије за бивше војнике за коју је био повезан његов зет Лоренс О'Шонеси. У почетку се мислило да болује од туберкулозе и остао је у санаторијуму до септембра. Поток посетилаца дошао је да га види, укључујући Комона, Хепенстала, Плумена и Сирила Конолија. Коноли је са собом повео Стивена Спендера, што је био узрок срамоте јер је Орвел нешто раније говорио о Спендеру као о „пријатељу маћухица“. Каталонији у част објавио је у Лондону и био је комерцијални промашај; поново се појавио 1950-их, након успеха Орвелових каснијих књига. У другом делу свог боравка на клиници, Орвел је могао да иде у шетњу по селу и проучава природу.
Романописац Л. Х. Мајерс је тајно финансирао путовање у Француски Мароко на пола године за Орвела како би избегао енглеску зиму и опоравио своје здравље. Орвелови су кренули у септембру 1938. преко Гибралтара и Тангера да би избегли шпански Мароко и стигли у Маракеш. Изнајмили су вилу на путу за Казабланку и за то време Орвел је написао У борби за ваздух. Вратили су се у Енглеску 30. марта 1939, а роман је објављен у јуну. Орвел је провео неко време у Волингтону и Саутволду радећи на Дикенсовом есеју и у јуну 1939. умро је Орвелов отац, Ричард Блер.

### Други светски рат
Почео је Други светски рат и Орвел је желео да се бори против фашиста као и у Шпанији, али су га прогласили неспособним за војску. Радио је као новинар, остао шеф Индијског сервиса Би-Би-Сија, а с намером да се подстакну Индијски интереси у рату. Британско Министарство рата касније му је послужило као модел за Министарство истине у роману "1984-та". Био је члан цивилне заштите, у којој се ангажовао колико је могао. Извештавао је из разних крајева света. Усвојио је сина Ричарда 1944, када је завршио роман Животињска фарма, који је објављен у Енглеској 17. августа 1945, а у САД 26. августа 1946. године. Са овим романом, Орвел је по први пут у каријери стекао светску популарност. У њој, група животиња из сеоског дворишта прогна људске господаре и успостави сопствену власт. На крају, интелигентне животиње, жељне моћи, свиње, руше револуцију и стварају облик диктатуре чији ланци су гори и бездушнији него људски.
Према Њујорк Тајмсу, Одељење психолошког рата CIA-е је откупило филмска права “Животињске фарме” од Орвелове удовице одмах након пишчеве смрти. Орвел није никада видео “Животињску фарму” као средство америчке пропаганде. Морална порука ове његове књиге није била искључиво усмерена против комуниста него против свих држава које гуше права и слободе својих грађана. CIA је одабрала Луја д Рошмона (Louis de Rochemont) као редитеља цртаног филма по мотивима “Животињске фарме”.
У свом предговору овом роману, који никад није био укључен у оригинална издања романа, а који је пронађен у Орвеловим необјављеним радовима, Орвел пише да се непопуларне идеје у Енглеској могу да потисну без употребе силе. Разлог за то је да је штампа својина богатих људи који имају све начине да учине да непожељне идеје никад не буду ни јавне ни слободне. Други начин да се непожељне идеје потисну је кроз "добро" образовање. У најбољим школама Енглеске и Запада се ђаци и студенти упознају са ставом да о неком стварима не треба размишљати нити говорити. Тај став је резултат ефективне индоктринације која је део образовног система.

### Јура иХиљаду деветсто осамдесет четврта
Животињска фарма имала је посебан одјек у послератној клими, а њен успех широм света учинио је Орвела траженом фигуром. Током наредне четири године, Орвел је мешао новинарски рад — углавном за Tribune, The Observer и Manchester Evening News, иако је такође допринео многим малотиражним политичким и књижевним часописима — са писањем свог најпознатијег дела, Хиљаду деветсто осамдесет четврта, који је објављен 1949. Био је водећа личност у такозваном Шангајском клубу (названом по ресторану у Сохоу) левичарских и емигрантских новинара, међу њима Е. Х. Кар, Себастијан Хафнер, Изак Дојчер, Барбара Вард и Џон Кимч.
У години након Ајлинине смрти објавио је око 130 чланака и избор својих критичких есеја, док је остао активан у разним кампањама политичког лобирања. Запослио је кућну помоћницу Сузан Вотсон да се брине о свом усвојеном сину у стану Ислингтон, који су посетиоци сада описали као „мрачан“. У септембру је провео две недеље на острву Јура на Унутрашњим Хебридима и видео га као место за бекство од гњаваже лондонског књижевног живота. Дејвид Астор је био кључан у организовању места за Орвела на Јури. Асторова породица је поседовала шкотска имања у тој области, а стари Етонац, Робин Флечер, имао је имање на острву. Крајем 1945. и почетком 1946. Орвел је дао неколико безнадежних и непожељних предлога за брак млађим женама, укључујући Силију Кирван (која је касније постала снаја Артура Костлера); Ен Попхам, која је случајно живела у истом блоку; и Соња Браунел, једна од Конолијевих група у канцеларији Хоризон. Орвел је доживео туберкулозно крварење у фебруару 1946, али је прикрио своју болест. Године 1945. или почетком 1946. године, док је још живео на Кенонбери скверу, Орвел је написао чланак на тему „British Cookery“, заједно са рецептима, који је наручио Британски савет. С обзиром на послератне несташице, обе стране су се сложиле да га не објављују. Његова сестра Марџори умрла је од болести бубрега у мају.
Орвел је 22. маја 1946. отишао да живи на Јури у Барнхил, напуштеној сеоској кући без помоћних зграда. Кућа се налази близу северног краја острва, на крају 8 километара јако изроване пруге од Ардлусе, где су власници живели. Услови на сеоској кући били су примитивни, али Орвелу су се свидели природна историја и изазов побољшања места. Тамо га је пратила његова сестра Аврил, а забаву је правио млади романописац Пол Потс. У јулу је стигла Сузан Вотсон са Орвеловим сином Ричардом. Тензије су се развиле и Потс је отишао након што је један од његових рукописа употребљен за паљење ватре. Орвел је у међувремену почео да ради на 1984. Касније је стигао дечко Сузан Вотсон Дејвид Холбрук. Орвелов обожаватељ од школских дана, сматрао је да је стварност веома другачија, а Орвел је био непријатељски и непријатан вероватно због Холбруковог чланства у Комунистичкој партији. Вотсонова више није могла да поднесе да буде са Аврил и она и њен дечко су отишли.
Орвел се вратио у Лондон крајем 1946. и поново се бавио књижевним новинарством. Сада већ познати писац, био је преплављен послом. Осим посете Јури у новој години, боравио је у Лондону током једне од најхладнијих британских зима у историји и са таквом националном несташицом горива да је спалио свој намештај и играчке свог детета. Тешки смог у данима пре Закона о чистом ваздуху из 1956. није много помогао његовом здрављу, о чему је био суздржан, држећи се подаље од медицинске помоћи. У међувремену, морао је да се носи са ривалским захтевима издавача Голанца и Варбурга за издавачка права. Отприлике у то време он је заједно са Реџиналдом Рејнолдсом уређивао збирку под називом Британски памфлетисти. Као резултат успеха Животињске фарме, Орвел је очекивао велики рачун од  Inland Revenue и контактирао је рачуновођу чији је старији партнер био Џек Харисон. Фирма је саветовала Орвела да оснује компанију која ће поседовати његова ауторска права и примати тантијеме и склопи "уговор о услугама" како би могао да прима плату. Таква компанија, "George Orwell Productions Ltd" (GOP Ltd) основана је 12. септембра 1947. године, иако уговор о услугама тада није ступио на снагу. Џек Харисон је детаље у овој фази препустио млађим колегама.
Орвел је отишао из Лондона у Јуру 10. априла 1947. У јулу је прекинуо закуп колибе у Волингтону. Назад на Јуру је радио на 1984 и добро напредовао. За то време посетила га је породица његове сестре, а Орвел је водио катастрофалну експедицију чамцем, 19. августа, која је умало довела до губитка живота док је покушавао да пређе озлоглашени залив Кориврекан и дао га намакању које није било добро за његово здравље. У децембру је из Глазгова позван специјалиста за груди који је Орвела прогласио тешким болесним, а недељу дана пре Божића 1947. он је био у болници Хаирмирес у Ист Килбрајду, тада малом селу на селу, на периферији Глазгова. Туберкулоза је дијагностикована, а захтев за дозволом за увоз стрептомицина за лечење Орвела је стигао чак до Анеурин Беван, тадашњег министра здравља. Дејвид Астор је помогао у набавци и плаћању, а Орвел је почео да користи стрептомицин 19. или 20. фебруара 1948. До краја јула 1948. Орвел је могао да се врати у Јуру и до децембра је завршио рукопис 1984. Јануара 1949, у веома слабом стању, кренуо је у санаторијум у Кренаму, у Глостерширу, у пратњи Ричарда Риса. На Орвелову несрећу, стрептомицин није могао да се настави, јер је развио токсичну епидермалну некролизу, ретку нуспојаву стрептомицина.
Санаторијум у Кренаму састојао се од низа малих дрвених брвнара или колиба у удаљеном делу Котсволдса у близини Строуда. Посетиоци су били шокирани Орвеловим изгледом и забринути због недостатака и неефикасности третмана. Пријатељи су били забринути за његове финансије, али до сада је био релативно добро. Писао је многим својим пријатељима, укључујући Јасинту Будиком, која га је „поновно открила“, а у марту 1949. посетила га је Селија Кирван. Кирван је управо почела да ради за јединицу Форин офиса, Одељење за истраживање информација (ИРД), које је основала лабуристичка влада да објављује антикомунистичку пропаганду, а Орвел јој је дао списак људи за које је сматрао да нису подобни као аутори ИРД-а због њихових прокомунистичких опредељења. Орвелова листа, која није објављена до 2003. године, састојала се углавном од писаца, али је укључивала и глумце и лабуристичке посланике. Да би даље промовисао Животињску фарму, ИРД је наручио цртане траке, које је нацртао Норман Пет, да се објаве у новинама широм света. Орвел је примио више третмана стрептомицином и стање му се благо побољшало. Ова поновљена доза стрептомицина, посебно након што је примећен нежељени ефекат, названа је „лоше саветованом“. Затим је примио пеницилин, а лекари су добро знали да је неефикасан против туберкулозе. Претпоставља се да је дат за лечење бронхиектазије. У јуну 1949. објављена је књига 1984, уз похвале критике.

### Последњи месеци живота и смрт
Орвелово здравље је наставило да се погоршава након дијагнозе туберкулозе у децембру 1947. Средином 1949. удварао се Соњи Браунел, а веридбу су објавили у септембру, непосредно пре него што је пребачен у болницу Универзитетског колеџа у Лондону. Верује се да је она модел за Џулију, хероину из романа 1984. Соња је преузела одговорност за Орвелове послове и марљиво га је пратила у болници. Орвелови пријатељи су изјавили да му је Браунел помогла кроз болне последње месеце његовог живота и, према Ентони Пауелу, веома развеселила Орвела. Међутим, други су тврдили да је и њу можда привукао првенствено због његове славе.
У септембру 1949. Орвел је позвао свог рачуновођу Харисона да га посети у болници, а Харисон је тврдио да је Орвел тада тражио од њега да постане директор ГОП Лтд и да управља компанијом, али није било независног сведока. Орвелово венчање одржано је у болничкој соби 13. октобра 1949, са Дејвидом Астором као кумом. Орвел је био у опадању и посећивао га је низ посетилаца, укључујући Магериџа, Конолија, Лусијана Фројда, Стивена Спендера, Евелин Во, Пола Потса, Ентонија Пауела и његовог наставника из Итона Ентонија Гоа. Расправљало се о плановима за одлазак у швајцарске Алпе. Одржани су даљи састанци са његовим рачуновођом, на којима су Харисон и господин и госпођа Блер потврђени као директори компаније, и на којима је Харисон тврдио да је „уговор о услугама“ извршен, чиме су компанији дата ауторска права. Орвелово здравље је поново нарушено до Божића. Увече 20. јануара 1950. Поттс је посетио Орвела и побегао када га је затекао како спава. Џек Харисон је касније посетио и тврдио да му је Орвел дао 25% компаније. Рано ујутру 21. јануара, Орвелу је пукла артерија у плућима, усмртивши га у 46. години.
Орвел је тражио да буде сахрањен у складу са англиканским обредом на гробљу најближе цркве где год да је умро. Гробља у центру Лондона нису имала простора, па је у настојању да му се испуне последње жеље, његова удовица апеловала на своје пријатеље да виде да ли неко од њих зна за цркву са простором на гробљу. Дејвид Астор је живео у Сатон Кортнију, Беркшир (данашњи Оксфордшир), и организовао је да Орвел буде сахрањен у тамошњем црквеном дворишту Свих Светих. Орвелов надгробни споменик носи натпис: „Овде лежи Ерик Артур Блер, рођен 25. јуна 1903, умро 21. јануара 1950.“; на надгробном споменику се не помиње његов познатији псеудоним.
Сахрану су организовали Ентони Пауел и Малколм Магериџ. Пауел бира химне: „Сви људи који живе на земљи“, „Уведи ме, о ти велики Откупитељу“ и „Десет хиљада пута десет хиљада“.
Орвеловог усвојеног сина, Ричарда Хорација Блера, одгајали су Орвелова сестра Аврил Дан (рођена Блер), његов законски старатељ, и њен супруг Бил Дан.
Године 1979. Соња Браунел је покренула тужбу Високог суда против Харисона када је он изјавио да намерава да подели својих 25 одсто удела у компанији између своје троје деце. За Соњу, последица овог маневра би три пута отежала добијање укупне контроле над компанијом. Сматрало се да има јак случај, али је постајала све болеснија и на крају је убеђена да се нагоди ван суда 2. новембра 1980. Умрла је 11. децембра 1980. године, у доби од 62 године.

## Књижевно дело и утицаји
Током већег дела своје каријере, Орвел је био најпознатији по свом новинарству, у есејима, рецензијама, колумнама у новинама и часописима и у својим књигама репортажа: Нико и ништа у Паризу и Лондону (описујући период сиромаштва у овим градовима), Пут до дока Виган (који описује услове живота сиромашних у северној Енглеској и класну поделу уопште) и Каталонији у част. Према Ирвингу Хауу, Орвел је био „најбољи енглески есејиста од Хазлита, можда од др Џонсона“.
Савремени читаоци се чешће упознају са Орвелом као романописцем, посебно кроз његове изузетно успешне наслове Животињска фарма и 1984. За прво се често мисли да одражава дегенерацију у Совјетском Савезу након руске револуције и успона стаљинизма; ово друго, живот под тоталитарном влашћу. Роман 1984 се често пореди са Врлим новим светом од стране Олдуса Хакслија; оба су моћни дистопијски романи који упозоравају на будући свет у коме државна машина врши потпуну контролу над друштвеним животом. Године 1984., роман 1984 и Фаренхајт 451 Реја Бредберија награђени су наградом Прометеј за допринос дистопијској књижевности. 2011. поново га је добио за Животињску фарму. Године 2003., 1984 је била на листи, а Животињска фарма на броју 46 у BBC-јевој анкети The Big Read. Читаоци New York Times Book Review-а су 2021. године оценили 1984 на треће место на листи „Најбољих књига у последњих 125 година.“
У борби за ваздух, његов последњи роман пре Другог светског рата, је нај„енглескији“ од његових романа; ратни аларми мешају се са сликама идиличног едвардијанског детињства протагонисте Џорџа Боулинга са стране Темзе. Роман је песимистичан; индустријализам и капитализам су убили најбоље од Старе Енглеске, а постојале су велике, нове спољне претње. Домаћим речима, његов протагониста Џорџ Боулинг поставља тоталитарне хипотезе Франца Боркенауа, Орвела, Игнација Силонеа и Костлера: „Стари Хитлер је нешто другачије. Као и Џо Стаљин. Они нису као момци у стара времена који су разапињали људе и секли им главе и тако даље, само из забаве... Они су нешто сасвим ново—нешто за шта се никада раније није чуло“.

## Дела
- Нико и ништа у Паризу и Лондону[102] (енгл. Down and out in Paris and London) (1933)
- Бурмански дани[103] (енгл. Burmese Days) (1934)
- Свештеникова кћи[104] (енгл. A Clergyman's Daughter) (1935)
- [105] (енгл. Keep the Aspidistra Flying) (1936)
- [106] (енгл. The Road to Wigan Pier) (1937)
- Каталонији у част[107] (енгл. Homage to Catalonia) (1938)
- У борби за ваздух[108] (енгл. Coming Up for Air) (1939)
- Животињска фарма[109] (енгл. Animal Farm) (1945)
- Хиљаду деветсто осамдесет четврта[110] (енгл. Nineteen Eighty-Four – 1984) (1949)